# Bagheria (Maraini)
Bagheria è un racconto autobiografico dell'autrice italiana Dacia Maraini, pubblicato nel 1993. Il titolo viene dalla città siciliana dove l'autrice ha trascorso parte della fanciullezza e dell'adolescenza. I ricordi familiari, intricati e tortuosi, del periodo nell'isola sono al centro delle riflessioni contenute nel libro.

## Trama
Dopo essere stata rilasciata da un campo di prigionia in Giappone alla fine della Seconda guerra mondiale, nel 1947 la famiglia dell'autrice - composta dal padre Fosco, dalla madre Topazia, dalle sorelle Yuki e Toni) - si stabilisce in una dépendance di Villa Valguarnera di Bagheria, residenza dei nonni materni Enrico e Sonia e degli zii Orietta e Gianni.
L'autrice fa un paragone tra gli anni del Secondo dopoguerra, in cui la miseria era palpabile ma ella aveva vissuto in modo abbastanza felice, e la Bagheria contemporanea, in cui la speculazione edilizia ha devastato i parchi delle ville, con la complicità di amministratori locali privi di scrupoli. 
Tra gli episodi sgradevoli della sua preadolescenza cita delle molestie sessuali, che aveva subito da parte di un amico del padre che si faceva vedere nudo e le metteva il pene in mano. Col padre (che probabilmente era all'oscuro di questi eventi) la giovane Dacia aveva un rapporto molto forte, essendone segretamente innamorata: ella ritiene di aver ereditato da lui il talento per le lettere, con la differenza che Fosco scriveva esclusivamente saggi etnografici, mentre la figlia si cimentava in opere di fantasia, prima poetiche poi narrative. Tuttavia, ad un certo punto il padre se ne va di casa per proseguire le sue ricerche, causando dolore e difficoltà economiche alla madre delle sue figlie.
L'autrice passa poi in rassegna i parenti e i servitori conosciuti nella sua infanzia, risalendo anche alle generazioni precedenti tramite i racconti di nonni e prozii, in particolare della zia Felicita, depositaria di molte memorie famigliari. Dei suoi antenati ammira i ritratti appesi alle pareti della villa, tra i quali quelli di una nobildonna del Settecento, Marianna, che sarebbe stata poi la protagonista di un suo romanzo.
Un momento molto significativo per l'autrice è dato dall'ultima visita alla zia Saretta, morta poco prima della composizione del libro ed ultima abitatrice della villa, che aveva già iniziato ad essere spogliata dei suoi preziosi arredi per la necessità di far cassa o per furti.

## Edizioni
- Dacia Maraini, Bagheria, La scala, Milano, Rizzoli, 1993, ISBN 88-17-66476-6.
- Dacia Maraini, Bagheria, Milano, Club degli Editori, 1995.
- Dacia Maraini, Bagheria, Superbur 201, Milano, Rizzoli, 1996, ISBN 88-17-20201-0.
- Dacia Maraini, Bagheria, Superpocket 16, Milano, L.R. Libri, 1997, ISBN 88-462-0015-2.
- Dacia Maraini, Bagheria, Edizione speciale pubblicata da Edizioni Intimità, BUR, Milano, Rizzoli, 1996.
- Dacia Maraini, Bagheria, Edizione speciale per il Corriere della Sera, Biblioteca Italiana 2, Milano, Rizzoli, 2005.
- Dacia Maraini, Bagheria, BUR. Saggistica 68, Milano, Rizzoli, 2007.
- Dacia Maraini, Bagheria, BUR extra, Milano, Rizzoli, 2010, ISBN 978-88-17-02840-0.